# Затонская ТЭЦ
Затонская ТЭЦ (также Уфимская ТЭЦ-5) — тепловая электростанция (теплоэлектроцентраль) в Уфимском районе Республики Башкортостан. Филиал ООО «Башкирская генерирующая компания» — дочернее общество ПАО «Интер РАО».
Строительство осуществлялось по программе ДПМ с обязательством по поставке мощности с начала 2017 года. Затонская ТЭЦ фактически была построена за счет жителей республики. Правительство РФ устанавливало Предельные уровни индексации тарифов ЖКХ для регионов. В Уфе и Респ. Башкортостан предельные индексы кратно увеличивались за счет права субъекта РФ и решения муниципалитета. Так, распоряжением Главы РБ от 30.11.17 №РГ-231 утверждены предельные индексы изменения размера вносимой платы за ЖКУ в РБ на 2018 г, в т.ч. по г.Уфа: 01.07.18 по 31.12.18 - 12,8%, к нему прилагалось обоснование величины установленных предельных индексов в связи с реализацией инвестиционных прогорамм по которым Башкирская генерирующая компания указывала что для покрытия затрат на строительство инвестиционной ТЭЦ необходимо увеличить тарифы выше предельных. 

## История
Строительство новой ТЭЦ в Уфе началось в 2008—2009 году, но вскоре было приостановлено из-за отсутствия финансирования и гарантий возврата вложенных инвестиций. В качестве основного оборудования были выбраны газотурбинные установки ГТЭ-160 производства ОАО «Силовые машины» (по лицензии Siemens), паровые турбины Т-60/73 производства Калужского турбинного завода и котлы-утилизаторы производства ОАО «ЭМАльянс».
В конце 2014 года строительство двух блоков ПГУ на площадке ТЭЦ-5 единичной мощностью 210 МВт с обязательством по вводу в эксплуатацию в конце 2016 года было включено в перечень генерирующих объектов, с использованием которых будет осуществляться поставка мощности по договорам о предоставлении мощности (ДПМ), гарантирующим инвесторам возврат вложенных инвестиций. В отличие от других объектов ДПМ новая ТЭЦ не входила в первоначальный перечень, площадка была перенесена с Верхнетагильской ГРЭС.
В июле 2015 года состоялась торжественная церемония начала (фактически — возобновления) строительства, в которой принял участие глава Башкортостана Рустэм Хамитов.
Электростанция была запущена в эксплуатацию 13 марта 2018 года.

## Описание
Новая ТЭЦ работает в составе башкирской энергосистемы и объединённой энергосистемы Урала. Установленная электрическая мощность Затонской ТЭЦ — 440 МВт, тепловая — 300,2 Гкал/ч. Топливо — магистральный природный газ.
Площадка строительства расположена в Уфимском районе республики, в пригороде Уфы, между сёлами Дмитриевка и Михайловка.
К Затонской ТЭЦ присоединены существующие и перспективные потребители тепловой энергии микрорайона «Затон».